# Travrondens Guldklocka
Travrondens Guldklocka är en årlig travserie för kuskar som högst är 35 år gamla med  B eller K-licens (amatörlicens), varav finalloppet körs på Solvalla i Stockholm under december månad. Finalloppet körs över 2140 meter med autostart och förstapris är 100 000 kronor, samt en guldklocka.
Kuskarna kvalar in till finalloppet via en serie lopp i en grundserie under året, där de samlar poäng. De tolv kuskar med flest poäng i grundserien får sedan göra upp i två kvalheat och ett finallopp. I kvalheaten och finalloppet kör kuskarna olika hästar. Den kusk med flest insamlade poäng i grundserie och kvalheat får välja häst först i finalloppet.

## Regler
I loppet deltar de tolv främsta kuskarna i grundserien (samtliga lärlings- och ungdomslopp på Solvalla under gånget år). Hästarna seedas i två grupper och kuskarna tilldelas genom lottning en häst i varje avdelning. Den kusk som har mest poäng efter omräkning av grundseriens poäng och de två försöksavdelningarna får välja häst först i finalloppet. Den kusk som har näst mest poäng väljer som tvåa osv. 
Har två körsvenner lika många poäng efter grundserien och försöksavdelningarna får den som har mest poäng i grundserien välja häst först. Om körsvennerna ändå inte går att skilja åt tillämpas lottning.

## Rekord
Pasi Aikio är den lärling som vunnit loppet flest gånger. Han vann loppet 1998, 2001 och 2003.
1984 blev Catarina Lundström den första kvinnan som vann loppet. Totalt har sex kvinnor vunnit loppet: Catarina Lundström (1984), Susanne Nordlander (1997), Elin Gustavsson (2002), Jennifer Tillman (2009), Emilia Leo (2018) och Ida Riesterer (2020).

## Finalvinnare i urval
| År   | Häst             | Kusk             | Tränare           | Odds  | Tid    |
| ---- | ---------------- | ---------------- | ----------------- | ----- | ------ |
| 2022 | Strong Heartbeat | Julia Smedman    | Jörgen Westholm   | 23,08 | 1.14,2 |
| 2021 | Maverick Dream   | Andreas Lövdal   | Göran Hedrén      | 2.44  | 1.12,9 |
| 2020 | Kaptah           | Mats E. Djuse    | Petri Salmela     | 2,74  | 1.13,7 |
| 2020 | Twinkle Face     | Ida Riesterer    | Sybille Tinter    | 3,49  | 1.13,7 |
| 2019 | All Star         | Anders Eriksson  | Peter G. Norman   | 2.41  | 1.14,5 |
| 2018 | Adiago Trot      | Emilia Leo       | Marcus Lindgren   | 2.45  | 1.13,3 |
| 2017 | Louie Brodde     | Mads H. Nielsen  | Svante Båth       | 2.63  | 1.14,3 |
| 2016 | Indoor Voices    | Marcus Schön     | Roger Walmann     | 3.74  | 1.13,5 |
| 2015 | Bolt Boko        | Ville Karhulahti | Erik Lindegren    | 2.60  | 1.15,1 |
| 2014 | Bear Dancer      | Tino Ärling      | Ulf Stenströmer   | 1.90  | 1.14,3 |
| 2013 | Prada Secret     | Oskar Kylin-Blom | Stefan Persson    | 8.19  | 1.14,2 |
| 2012 | Stormysky        | Mattias Djuse    | Stig H. Johansson | 1.96  | 1.15,3 |
| 2011 | Outlaw Merci     | Janne Kakkinen   | Rainer Björkroth  | 6.03  | 1.14,1 |
| 2010 | Unix Brodde      | Petri Airaksinen | Kari Lähdekorpi   | 3.93  | 1.14,9 |
| 2009 | Caddie Comet     | Jennifer Tillman | Timo Nurmos       | 2.34  | 1.15,2 |
| 2008 | Orso             | Daniel Redén     | Kari Lähdekorpi   | 2.20  | 1.14,4 |